# Sorrisi é Canzoni TV
TV Sorrisi e Canzoni (з іт. — посмішки і пісні) — італійський тижневик, заснований в 1952 році, який містить програму ТБ і останні новини музики, кіно та розважальних програм.

## Історія
Назва тижневика виникла у жовтні 1952 року як «Посмішки і пісні італійців» ініціативою Агостіно Кампі, редактором Foligno (компанія, яка володіє правами на публікацію в Італії пісень з усього світу). Перший випуск включав в себе 16 двоколірних сторінок (чорні і світло-помаранчеві) і коштував 50 лір. Офіс газети знаходився в Римі. Незабаром назва змінилася на «Пісні і Усмішки». З цього моменту газета була першою, яка публікувала контент телевізійних шоу: цього не вистачало в італійській пресі, присвяченій пісням і музиці.
Кампі, будучи видавцем, є також першим редактором тижневика. Гасло видання: «Всі успіхи пісень, різноманітності, радіо і кіно». Кампі також володіє ексклюзивним правами на тексти пісень фестивалю в Сан-Ремо, який проходить з 1951 року, і видає їх у повному обсязі у своїй газеті. Жовтневий випуск 1952 року залишився єдиним в тому році. Регулярні публікації почалися з червня 1953 року з підзаголовком «Щоденні пісні і різноманітність». У відсутність телебачення, громадськість може побачити фотографії своїх улюбленців, опубліковані «Sorrisi»: серед знайомих облич на першій сторінці з'являються Ахіллес Тогліані, Нілла Піцці, Клаудіо Вілла, Тедді Рено і Лучано Таджолі. Журнал на 70 % складається з текстових публікацій. У ті роки налічувалося близько 500 фестивалів в Італії, і «Sorrisi» прагнули приділити увагу всім зіркам і всім пісням, які були в моді.
З додаванням «TV», журнал прийняв свій нинішній вигляд (за винятком періоду з весни 1964 по 1 жовтня 1967 року, коли назва була «TV — Illustrazione — Sorrisi e Canzoni»). Незабаром тижневик набуває великої популярності і стає одним з найбільш продаваних журналів в Італії. У вісімдесятих роках тижневик придбав SBE (Silvio Berlusconi Editore), що належить Сильвіо Берлусконі, який потім увійде до групи Arnoldo Mondadori Editore. Менеджментом видання з 1973 року зайнявся Даріо Бальді і під його керівництвом тираж в 1986 році збільшився до рекордних 3,1 млн копій.
У 1994 році управління тижневиком переходить у руки П'єрлуїджі Ронкетті, який буде біля керма журналу протягом восьми років. З вересня 2002 року по жовтень 2006 року редактором журналу був Массімо Донеллі, а пізніше він був призначений директором 5 каналу. Журнал організував кілька успішних телевізійних подій, як «Vota la voce» (відомого конкурсу музики), де нагороджуються зірки за підсумками телевізійного року. «Telegatti» також був проектом «Sorrisi» та став одним з найбажаніших нагород телебачення і музики в Італії. З 16 жовтня 2006 року по 19 червня 2008 менеджером був Умберто Бріндані, якого 23 червня того ж року змінив Альфонсо Синьоріні. У 2003 році був створений портал sorrisi.com, а в 2007 році редакція змінює місце локації в міланський «Corso Europa». З 26 лютого 2012 директором є Альдо Віталі.

### Сторінка телепрограми
На останніх сторінках TV Sorrisi e Canzoni є також програма телепередач, які називаються «Settegiorni». Кожен день тижня визначається кольорами:
- Неділя — коричневий,
- Понеділок — синій,
- Вівторок — помаранчевий,
- Середа — пурпурний,
- Четвер — сірий,
- П'ятниця — зелений,
- Субота — рожевий.

### 1970—1980 роки
Програми телепередач всіх каналів до кінця 1990-х років були складені почергово, також була включена реклама, репортажі, статті, інформація про телевізійні канали. Внизу під логотипами телепередач на чорному тлі було виведено розклад кожної програми, а вгорі сторінки були написані дні тижня. Канали RAI були позначені так: RAI 1 — з однією білою смугою на синьому тлі, RAI 2 — з двома білими смугами на червоному тлі, а RAI 3 був з трьома білими смугами на зеленому тлі. Канали Fininvest були позначені таким чином: «Канал 5» мав білий логотип зі змією праворуч і «№ 5» перебував під квіткою на помаранчевому тлі. Вже 7 грудня 1986 з логотипу видалили змію.
«Італія 1» мав класичний логотип на білому фоні, але на сторінці телепрограми логотип був обведений квадратної рамкою. Потім він був замінений символом у вигляді телевізора. У логотипі «Rete 4» було 4 смуги білого кольору і жовта літера «R» на білому тлі. Незабаром логотип був замінений символом у вигляді телевізора. До перших місяців 1984 логотипу «Rete 4» не було зовсім (чорне коло, обведене зеленою смугою). Всі програми телепередач були розміщені на сторінці з лівого і правого боку. Програма телепередач RAI 1 була на сторінці ліворуч, а праворуч — RAI 2, Канал 5 — трохи нижче. На двох інших сторінках були програми Радіо RAI і Rete 4 ліворуч вгорі. У центрі і праворуч були логотипи і різні рекламні оголошення. На наступній сторінці були Italia 1 на правій стороні, RAI 3 — в лівому нижньому кутку і TMC в правому нижньому куті. Також були різні телевізійні анонси праворуч з програми телепередач. Ще одна сторінка була виведена під програми телепередач місцевого телебачення (таких, як Rete A, Koper Capodistria і Elefante TV). Наступна сторінка була приблизно такою ж: анонси програм різного місцевого телебачення (Euro TV) і реклама.
У квітні 1986 були введені незначні зміни в оформленні телепрограми RAI 2 і 5 каналу: останній був зміщений у верхню частину сторінки, а перший був розташований в нижній частині. Також з програми були видалені RAI 3 і Italia 1, а Euro TV був перенесений в колонку Rete 4 і був незабаром замінений на Videomusic. З 1987 по 1988 рік були додані такі канали, як: Italia 7, Odeon TV, ТМС і Rete A. Euro TV був знятий з розкладу і на його місце був поставлений RAI 3, який був поміщений між колонками Rete 4 і Italia 1. Також з 1987 року в програму телепередач на сторінці «Settegiorni» було додано Радіо RAI.

### 1990—2000 роки
Всі програми телепередач були відновлені на початку 90-х. При цьому було збережено поділ на дні і кольору для днів.
Поділ відбувся у зв'язку із замовленням від мереж RAI і Mediaset: на перших двох сторінках тележурналу розташовувалася програма передач для каналу RAI 1, ліворуч знаходився RAI 2, а праворуч у центрі був розклад передач телеканалу RAI 3. Канали Canale 5, Rete 4 і Italia 1 були розташовані в ідентичному порядку. Убік від Mediaset були поміщені головні передачі дня. За шістьма основними каналами в телепрограмі слідували TMC, TMC 2, Videomusic, а також обласне телебачення. Програми радіопередач ставали все менш популярними, і, врешті-решт, припинили своє існування. Наприкінці 90-х років основні програми каналів RAI були додатково перетворені. Таким чином, колонка телеканалу RAI 1 була остаточно зміщена в лівий край програми. У центрі сторінки RAI 2 ділив місце з розкладом і з короткою інформацією про передачі RAI 1, а праворуч розташовувався RAI 3. На наступній сторінці були розташовані канали Mediaset (у минулому — Fininvest). Програми інших телевізійних мереж також були змінені, але в значно невеликих розмірах, у порівнянні з RAI і Mediaset. Були залишені колонки для телеподії дня і ділення днів за кольором.
У 2000 році логотипи RAI зазнали змін. Був введений новий стилізований малюнок блакитного метелика для RAI 1, червоного метелика для RAI 2 і зеленого для RAI 3. Логотипи Mediaset також були оновлені: Channel 5 отримав новий синій значок, Rete 4 змінив колір логотипу на помаранчевий і збільшив значок в розмірі. Канал Italia 1 змінив колір логотипу на білий і додав блакитний контур навколо значка. У цей період почали з'являтися програми телепередач для супутникових мереж, таких як TELE+, і ТБ програма почала з кожним днем займати все більше сторінок. У 2001 році LA7 став розташовуватися на місці ТМС, тим самим змістивши MTV і ТМС2. У 2000-х роках програмі телепередач, яка в минулому обіймала 3/4 сторінок щодня, вдалося за короткий проміжок часу значно розширити свій об'єм і займати вдвічі більше сторінок.
C приходом Sky Italia в 2003 році, тележурнал додав кілька додаткових сторінок для супутникових каналів, в той час як кількість регіональних сторінок було скорочено. Наступні зміни журнал зазнав з появою нових каналів пакету Mediaset Premium в другій половині 2000-х років.
У період між 2008 і 2009 роками програми телепередач стали розвивати нові канали цифрового телебачення, які безпосередньо відштовхувалися від каналу 7 і MTV. Серед них Iris і RAI Movie, телеканали, присвячені кіно, а також Boing, RAI Gulp і RAI YoYo, які призначені для дітей.

### 2010-ті роки
З випуску № 37 від 4 вересня 2012 програми передач кардинально змінюються.
На двох перших сторінках зліва є програми з трьох мереж RAI (з новим прямокутним логотипом) і Mediaset праворуч. Всі програми дня виділяються у верхній частині сторінки. У наступних сторінках можна побачити канали цифрового телебачення, а також сторінки телеканалів пакету Mediaset Premium і двох каналів Sky. Враховуючи сторінки з рекламою, в загальній складності виходить близько 20-ти сторінок в день.

## Заслуги та історичні рубрики
- Світові посмішки: Симона Мартіні з Нью-Йорка, Жанна Ассоль з Лондона, Франсуа Рів'єр з Парижа, Паола Дессі з Риму. У 1991 році також приєдналася Беатріс Алонсо з Мадрида.
- Ваш Ріг (пізніше просто «Ріг»), під керівництвом Карло Луна
- «Sorrisi» Руджеро Орландо, (до 1988 року).
- «Випадок … Енцо Бьяджі» (рубрика, взята з однойменної передачі Rai 1 кінця 80-х).
- На боці містера Россі, Луїса Рівеллі, (історична рубрика до 1991 року).
- Хліб і Вино, Луїджі Веронеллі (історичний розділ до 1989 року. Пізніше в 1987 був замінений на «Pan і Vip»)..
- Подорож в науку, П'єро Анджела, (наукова рубрика аж до 1996 року).
- Першим відповідає … Святий лікер, (рубрика по однойменній передачі 1996 року).
- Користуючись нагодою Луки Гольдоні, (найтриваліша рубрика, яка припинила своє існування тільки в 2007 році).
- TeleBobo, Серджіо Стаіно, (історичні карикатури до 1997 року).
- SuperClassifica (знаменитий рейтинг найбільш продаваних альбомів).[7]

## Головні редактори
| Ім'я                | Період                          |
| ------------------- | ------------------------------- |
| Агостіно Кампі      | жовтень 1952 — травень 1956     |
| Джузеппе Кампі      | травень 1956 — серпень 1960     |
| Тарквиніо Майоріно  | серпень 1960 — січень 1967      |
| Джорджио Де Фонсека | січень 1967 — червень 1967      |
| Антоніо Лубрано     | червень 1967 — жовтень 1967     |
| Даріо Бальді        | жовтень 1967 — березень 1973    |
| Джиджи Везінья      | березень 1973 — серпень 1994    |
| П'єрлуїджи Ронкетті | вересень 1994 — 1 вересня 2002  |
| Массімо Донеллі     | 2 вересня 2002 — 15 жовтня 2006 |
| Умберто Бріндані    | 16 жовтня 2006 — 22 червня 2008 |
| Альфонсо Сінйоріні  | 23 червня 2008 — 26 лютого 2012 |
| Альдо Віталі        | з 27 лютого 2012                |

## Заходи
Щороку журнал організовує міжнародне шоу з присудження нагород в галузі кіно і телебачення, а також вручає нагороди зіркам кіно, музики і спорту. Організація шоу проводиться співвласником журналу Розанною Мані. Інша ініціатива — це програма «Дайте оцінку», створена Джіджі Весіньей, колишнім головним редактором «Sorrisi e Canzoni».

### Фестиваль в Сан-ремо
Щороку журнал присвячує багато сторінок фестивалю в Санремо, публікуючи всі тексти пісень, а також поміщаючи на обкладинку фото всіх учасників. У наступному номері обкладинку журналу прикрашає переможець фестивалю, а текст пісні переможця публікується на розвороті.

### SuperTelegattone
Талісманом журналу і телевізійної програми «Superclassifica» був Оскар, якого нерідко називали «SuperTelegattone». Його вірш «Miao Hopp» та ініціали його передачі увійшли в історію італійського телебачення. Сам Оскар говорив голосом Франко Розі.

### Музичний супровід
- Сингл «Sorrisi» у виконанні шведської музичної групи «New Glory».
- Сингл «Sorrisi Is Magic», написаний Лукой Журмоном у виконанні братів La Bionda.

## Ціни
| Рік       | Ціна    |
| --------- | ------- |
| 1952      | 50 лір  |
| 1953-1957 | 30 лір  |
| 1957-1959 | 40 лір  |
| 1960-1963 | 50 лір  |
| 1963-1964 | 60 лір  |
| 1964-1965 | 70 лір  |
| 1965-1967 | 80 лір  |
| 1967-1969 | 100 лір |
| 1969-1970 | 120 лір |

| Рік       | Ціна    |
| --------- | ------- |
| 1971      | 130 лір |
| 1971-1973 | 150 лір |
| 1973-1974 | 200 лір |
| 1974-1975 | 250 лір |
| 1975-1977 | 300 лір |
| 1977-1978 | 350 лір |
| 1978-1979 | 400 лір |
| 1979-1980 | 500 лір |
| 1980-1981 | 600 лір |

| Рік       | Ціна     |
| --------- | -------- |
| 1981-1982 | 700 лір  |
| 1982-1983 | 800 лір  |
| 1983-1985 | 1000 лір |
| 1985-1986 | 1200 лір |
| 1986-1987 | 1300 лір |
| 1987-1988 | 1400 лір |
| 1988-1989 | 1500 лір |
| 1989-1990 | 1600 лір |
| 1990-1994 | 1800 лір |

| Рік       | Ціна     |
| --------- | -------- |
| 1994-1995 | 2000 лір |
| 1995-1998 | 2300 лір |
| 1999-2000 | 2400 лір |
| 2001      | 2500 лір |
| 2002-2007 | 1,30 €   |
| 2008-2009 | 1,40 €   |
| 2009-2015 | 1,50 €   |